# Pterocerina angulata
Pterocerina angulata är en tvåvingeart som beskrevs av Friedrich Georg Hendel 1909. Pterocerina angulata ingår i släktet Pterocerina och familjen fläckflugor.
Artens utbredningsområde är Bolivia. Inga underarter finns listade i Catalogue of Life.